# Хенрик Дам
Карл Петер Хенрик Дам (на датски: Carl Peter Henrik Dam) е датски биохимик и физиолог.
Получава Нобелова награда за физиология или медицина през 1943 г. за откриването на витамин К и за приносите му в изучаването на физиологията на човека.